# أكلموس
أكلموس هي جماعة قروية وقرية مغربية قرب مدينة خنيفرة بمنطقة الأطلس المتوسط قلب البلاد، بإقليم خنيفرة.